# Motorring 5
|  | Denne artikel beskriver en fremtidig begivenhed Denne artikel eller sektion handler om planlagt eller forventet fremtidig begivenhed. Der kan forekomme spekulativ information, og indholdet kan ændres dramatisk når begivenheden nærmer sig og mere information bliver tilgængelig. |

Motorring 5 er en foreslået ringmotorvej omkring København. Den forventes at blive ca. 70 km lang og vil gå fra Køge til Helsingør. Motorvejen skal være med til at lede den tunge trafik uden om København, så fremkommeligheden på eksempelvis Køge Bugt Motorvejen, Holbækmotorvejen, Motorring 3, Frederikssundmotorvejen, Hillerødmotorvejen, og Helsingørmotorvejen øges.
Motorvejen forventes at udgå fra Køge Bugt Motorvejen E47/E55/E20 og føres derefter vest om Greve og ind i Tværvej, der skal udvides fra en motortrafikvej til en motorvej. Motorvejen passerer derefter Holbækmotorvejen, primærrute 21, og føres derefter vest om Sengeløse og passerer Frederikssundmotorvejen, primærrute 17, Hillerødmotorvejen, primærrute 16 og Isterødvejen, primærrute 19.
Motorvejen udmunder i Helsingørmotorvejen syd for Helsingør.
På grund af modstand mod linjeføringen i Nordsjælland, foreslog fem borgmestre på Vestegnen at forkorte Motorring 5 så den kun gik fra Køge til Frederikssundsvej. Borgmestrene vil godt have første del af motorvejen, så den vil kunne aflaste de andre store motorveje i Storkøbenhavn, samt få transit-trafikken uden om byen.
I december 2022 bekræftede Bolig- og Planstyrelsen at næsten 18 kvadratkilometer af korridoren (de 14 km mellem Ejby og Tune) er en af kandidaterne til nye solcelleanlæg. I givet fald kunne det blive Danmarks største.